# Nissan Motor
Nissan Motor Co., Ltd (Japans: 日産自動車株式会社, Nissan Jidōsha Kabushiki-gaisha) is een Japanse autofabrikant. Het heeft een wereldwijd marktaandeel van zo'n 4%. In de periode 1932 tot en met 1983 werden er tevens auto's onder de naam Datsun verkocht.
Nissan is een van de grotere automobielfabrikanten na Toyota. In de jaren negentig kwam het concern in financiële problemen. Het Franse autoconcern Renault werd in 1999 hoofdaandeelhouder van Nissan en had per 31 december 2023 een aandelenbelang van 15%. Nissan heeft een aandelenbelang van 15% in Renault.

## Geschiedenis
In 1911 werd in Tokio het bedrijf Kwaishinisha Motorcar Works opgericht. Drie jaar later ging de eerste auto in productie, de DAT. DAT was een acroniem van de achternamen van de bedrijfspartners: Kenjiro Den (田 健次郎 Den Kenjirō), Rokuro Aoyama (青山 禄朗 Aoyama Rokurō) en Meitaro Takeuchi (竹内 明太郎 Takeuchi Meitarō).
In 1918 werd Kwaishinisha Motorcar Works hernoemd in Kwaishinisha Motorcar Works Co. en in 1925 in DAT Motorcar Co. Het volgende jaar vond er een fusie plaats met 'Jitsuyo Jidosha Co.', een bedrijf uit Osaka.
De holding Nihon Sangyo werd opgericht in 1928, waarvan de naam vrij vertaald "Japans industrieën" betekent. Vandaaruit ontstond de naam Nissan, die diende als afkorting van het bedrijf op de Tokyo Stock Exchange.
In 1931 werd de eerste DATSON geproduceerd, dit stond voor Son of DAT. Later zou deze naam veranderd worden in Datsun omdat son in het Japans ook verlies betekent. Twee jaar later verhuisde de firma naar Yokohama en werd een nieuwe naam toegepast Nissan Motor Company. In hetzelfde jaar presenteerde het de Datsun Nissanocar.
Sinds 1996 is Nissan bezig met de ontwikkeling van brandstofceltechnologie. Nissan is lid van de California Fuel Cell Partnership. Vanaf 2001 testten ze de XTerra FCV op de Amerikaanse wegen. In 2002 begonnen ze met het testen van de X-Trail FCV (FCV = fuel cell vehicle, auto met brandstofcelmotor) op de openbare weg in Japan. Deze efficiënte hybride FCV heeft een compacte, hoogwaardige lithium-ionenaccu die goedgekeurd is door het ministerie van Land, Infrastructuur en Verkeer. In maart 2004 heeft Nissan de eerste X-Trail FCV met brandstofcelmotor geleased aan Cosmo Oil, een Japans energiebedrijf.
Het Nissan Green Program 2005, een milieuplan voor de middellange termijn, omvat uitgebreide maatregelen voor de bescherming van het milieu, op het gebied van producten, technologieën en recycling. Nissan is bezig met veelomvattende onderzoeks- en ontwikkelingsactiviteiten gericht op het populariseren van auto’s met brandstofcelmotor.

### Samenwerking met Renault

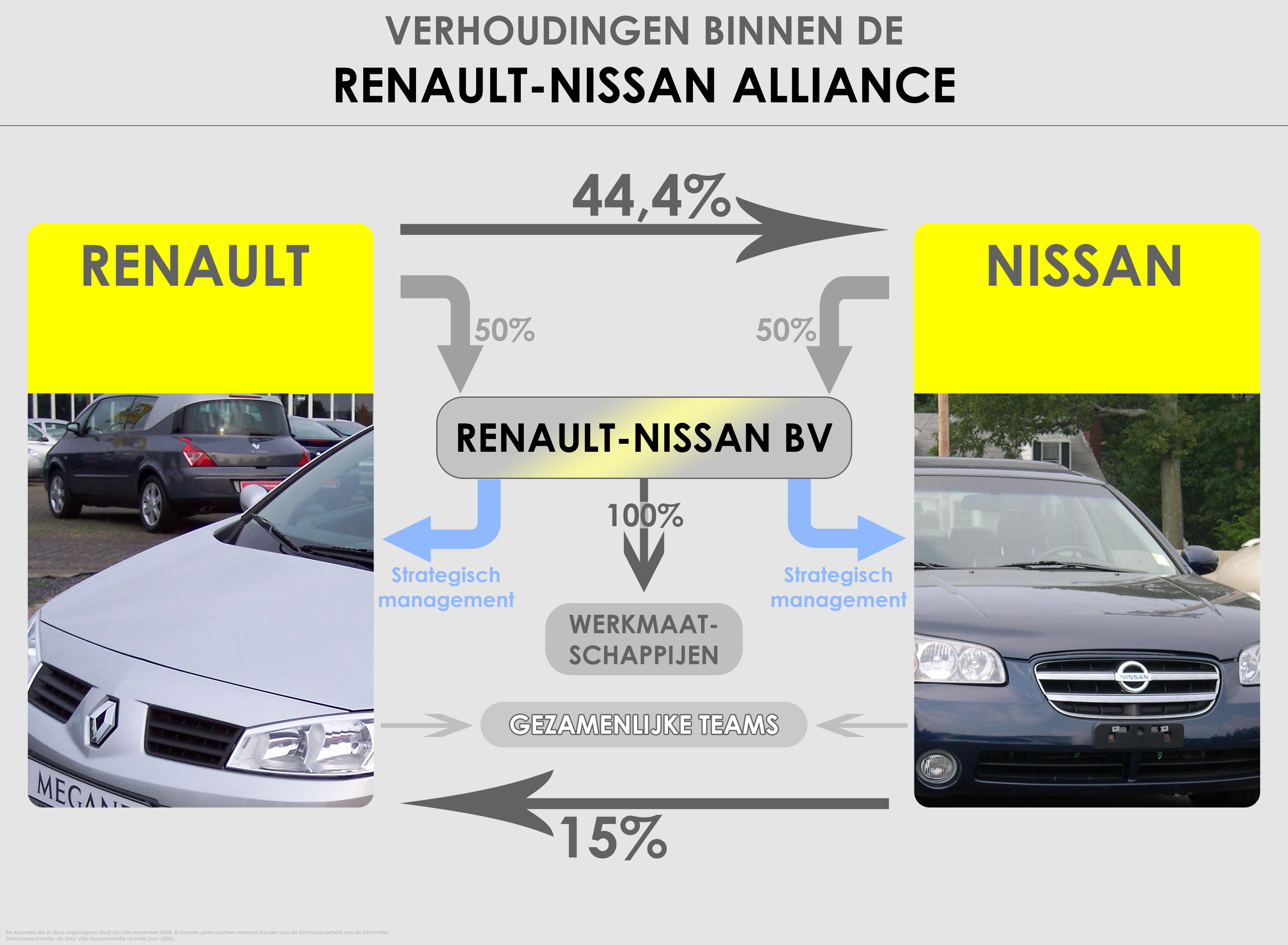
Verhoudingen binnen de Renault-Nissan alliantie

In het laatste decennium van de 20e eeuw stond Nissan er financieel slecht voor. De verkopen vielen tegen en de resultaten waren slecht. Diverse jaren werden met verlies afgesloten en in 1993 bereikte de schuldenlast een hoogtepunt. Door de aflossing van de schulden bleef onvoldoende geld over om te investeren in nieuwe producten. In 1999 werd een oplossing gevonden door een alliantie aan te gaan met Renault.
Op 27 maart 1999 tekende Nissan een overeenkomst met Renault. Beide bedrijven beloofden intensief met elkaar samen te werken en namen wederzijdse aandelenbelangen. Renault kocht voor ruim 5 miljard dollar iets meer dan 40% van de aandelen van Nissan. Nissan beloofde een belang van 15% te kopen in Renault wanneer de financiële situatie was verbeterd. Twee jaar later, in 2001, kon Nissan het belang daadwerkelijk kopen. Renault werd hiermee de grootste aandeelhouder en heeft effectief zeggenschap over het Japanse bedrijf. Renault benoemde Carlos Ghosn als president om de problemen bij Nissan op te lossen. De Franse wet staat niet toe dat Nissan stemrecht heeft op de aandelen Renault die het bezit. In 2013 verkocht de Renault-Nissan alliantie in totaal 8,3 miljoen voertuigen, waarvan het aandeel van Nissan iets meer dan 5 miljoen stuks was. Samen hadden de bedrijven sinds 2014 een meerderheidsbelang in de Russische autofabrikant AvtoVAZ, de producent van Lada-personenwagens.
Sinds 2015 zijn Nissan en Renault in gesprek over stemrecht op de aandelen Renault. Nissan heeft geen stemrecht, maar verkoopt wel meer voertuigen en is winstgevender dan Renault. Als Renault het aandelenbelang in Nissan onder de 40% laat zakken, heeft Nissan wel stemrecht. De discussie is aangezwengeld na een besluit in 2014 van Renault om de nieuwe Nissan Micra in Frankrijk te produceren en niet in India. De productiekosten liggen hoger in Frankrijk, maar Renault heeft de werkgelegenheid in het thuisland prioriteit gegeven boven de winst van Nissan. Nissan aandeelhouders willen stemrecht om zo tegenwicht te hebben op de groeiende invloed van de Franse overheid op de bedrijfsvoering van Renault en daarmee indirect op Nissan. Medio december 2015 kwamen de partijen met een oplossing. Frankrijk zal zich niet bemoeien met zaken die rechtstreeks betrekking hebben op de positie van Nissan binnen Renault, zoals de benoeming van bestuurders. Verder handhaaft de Staat het aandelenbelang in Renault, maar wordt het stemrecht beperkt tot 17,9% of tot 20% in buitengewone situaties.
In november 2018 werd Ghosn door Nissan ontslagen. Hij wordt beschuldigd van financiële malversaties, waaronder het persoonlijk gebruik van bedrijfsmiddelen. Hij werd door de Japanse autoriteiten gearresteerd op verdenking van grootschalige fraude. Zijn opvolger bij Nissan was Hiroto Saikawa. Het was van korte duur en vanaf 1 december 2019 is Makoto Uchida de bestuursvoorzitter.
In februari 2023 maakten Nissan en Renault bekend de samenwerking te zullen voorzetten onder enigszins gewijzigde voorwaarden. Nissan had geen stemrecht op het 15% aandelenbelang in Renault, maar krijgt dat nu wel. Renault staat een groot deel van de aandelen in Nissan af aan een onafhankelijke partij en houdt een aandelenbelang van 15% met stemrecht in Nissan. De voorheen onevenwichtige verdeling van de machtsverhoudingen via de aandelenpakketten was vooral voor Nissan jarenlang een groot probleem en dat is met deze nieuwe afspraak verholpen. Renault wil de activiteiten met betrekking tot de elektrische voertuigen onderbrengen in een dochteronderneming met de voorgestelde naam "Ampere" en Nissan zal hierin ook een aandelenbelang nemen van 15%.

### Minderheidsbelang in Mitsubishi Motors
In mei 2016 werd bekend dat Nissan een aandelenbelang van 34% gaat nemen in Mitsubishi Motors. Nissan koopt al jaren motoren van Mitsubishi om ze in de eigen auto's te gebruiken en verkoopt ook bepaalde Mitsubishi-modellen. Mitsubishi is in de problemen gekomen toen bekend werd dat het fraudeerde met de verbruiksgegevens van auto's. De aandelenkoers kelderde uit angst voor schadeclaims. Met de transactie geeft Nissan het bedrijf meer financiële ruimte en opent de weg voor meer samenwerking. Nissan wordt de grootste aandeelhouder van de kleinere concurrent, andere bedrijven van de Mitsubishi-groep houden dan nog 22,4% van de aandelen en de rest zit verspreid over vele aandeelhouders.
In oktober 2016 werd de deal officieel. Nissan betaalde 2,1 miljard euro voor 34% van de aandelen Mitsubishi Motors. De twee gaan delen van hun productie, inkoop en productontwikkeling samenvoegen met grote kostenbesparingen tot gevolg. Een van de concrete stappen is dat Mitsubishi’s plug-in hybridesysteem de standaard wordt binnen de groep. Door de deelname wordt de Renault-Nissan-Mitsubishi-alliantie een van de grootste autofabrikanten ter wereld met een productie van meer dan tien miljoen voertuigen per jaar. Nissan krijgt ook het recht meerdere bestuurders bij Mitsubishi te benoemen en Carlos Ghosn wordt de nieuwe voorzitter. In november 2018 werd Ghosn ontslagen nadat hij was gearresteerd. De CEO van Mitsubishi Osamu Masuko nam zijn functie over. In november 2020 werd bekend dat Nissan kijkt naar mogelijkheden om het belang in Mitsubishi te verkopen. In november 2024 verkocht Nissan een blok aandelen in Mitsubishi waarmee het belang daalde van 34% naar 24%. Mitsubishi kocht de aandelen zelf en betaalde ongeveer US$ 500 miljoen voor het aandelenpakket.
In december 2024 raakte bekend dat Nissan Motor en Honda in gesprek zijn over samenwerking en wellicht een fusie. Beide bedrijven kampen met tegenvallende verkopen en een bundeling van de activiteiten kan de marktpositie versterken. In februari 2025 werden de gesprekken, zonder overeenkomst, beëindig.

## Activiteiten
Nissan verkoopt per jaar ruim drie miljoen voertuigen hetgeen overeenkomt met een wereldwijd marktaandeel van 4%. In het boekjaar 2024, bij Nissan loopt dat boekjaar tot 31 maart 2025, was Noord-Amerika de belangrijkste afzetmarkt, hier werden 1,3 miljoen voertuigen verkocht gevolgd door de Volksrepubliek China met 0,7 miljoen exemplaren. In Europa werden ongeveer 350.000 voertuigen verkocht en in Japan circa 460.000. Het bedrijf heeft fabrieken in alle belangrijke landen, de Verenigde Staten wordt ook voorzien van auto's uit Mexico en de belangrijkste autofabriek van Nissan in Europa staat in het Verenigd Koninkrijk en in Japan worden ongeveer 0,6 miljoen voertuigen per jaar geproduceerd.
In Europa heeft Nissan zo'n 12.000 mensen in dienst, op diverse terreinen: ontwerp, onderzoek en ontwikkeling, fabricage, logistiek, verkoop en marketing. Het hoofdkantoor van Nissan Europa is gevestigd in het Franse Montigny.

### Resultaten
Door de halvering van de resultaten in 2018 besloot Nissan 4800 banen te schrappen. Verder is de productiecapaciteit met 10% verlaagd om de kosten terug te brengen. Dit programma liep tot maart 2023. In 2019 volgde een zwaar verlies, dit was voor het grootste deel het gevolg van bijzondere afschrijvingen en herstructureringskosten. Geschoond voor dit soort bijzondere posten kwam het nettoverlies uit op 68 miljard yen.
Vanaf het gebroken boekjaar 2021 daalden de autoverkopen met 0,6 miljoen naar 3,3 miljoen in 2024. Vooral in de Volksrepubliek China vielen de verkopen terug, van 1,4 miljoen in 2021 naar 0,7 miljoen in 2024.
In november 2024 werd een nieuwe saneringsprogramma bekendgemaakt. Nog eens 9000 banen, van de 133.000, gaan verloren en een vijfde van de capaciteit wordt gesloten. Nissan kampt met tegenvallende verkopen waardoor deze kostenmaatregel noodzakelijk wordt geacht. Verder wordt voorlopig geen dividend uitgekeerd. In mei 2025 werd dit programma aangescherpt, van de 17 autofabrieken worden er zeven in de komende drie jaren gesloten en zo'n 20.000 banen gaan verloren, dit is inclusief de eerder genoemde 9000. Voor dit programma werd een voorziening getroffen waardoor 2024 met een groot nettoverlies is afgesloten.
| Jaar | Autoverkopen (× miljoen) | Wereldwijd marktaandeel | Aantal werknemers (× 1000) | Omzet         | Nettoresultaat |
| Jaar | Autoverkopen (× miljoen) | Wereldwijd marktaandeel | Aantal werknemers (× 1000) | (× ¥ miljard) | (× ¥ miljard)  |
| ---- | ------------------------ | ----------------------- | -------------------------- | ------------- | -------------- |
| 2000 | 2,6                      | -                       | 134                        | 6090          | 331            |
| 2005 | 3,6                      | 5,6%                    | 183                        | 9428          | 518            |
| 2006 | 3,5                      | 5,4%                    |                            |               |                |
| 2007 | 3,8                      | 5,4%                    |                            |               |                |
| 2008 | 3,4                      | 5,5%                    |                            |               |                |
| 2009 | 3,5                      | 5,5%                    |                            |               |                |
| 2010 | 4,5                      | 5,8%                    | 155                        | 8773          | 319            |
| 2011 | 4,8                      | 6,2%                    | 157                        | 9409          | 341            |
| 2012 | 4,9                      | 6,2%                    | 130                        | 8737          | 341            |
| 2013 | 5,2                      | 6,2%                    | 143                        | 10.483        | 389            |
| 2014 | 5,3                      | 6,2%                    | 149                        | 11.375        | 458            |
| 2015 | 5,4                      | 6,2%                    | 152                        | 12.190        | 523            |
| 2016 | 5,6                      | 6,1%                    | 137                        | 11.720        | 664            |
| 2017 | 5,8                      | 6,2%                    | 139                        | 11.951        | 747            |
| 2018 | 5,5                      | 6,0%                    | 141                        | 11.574        | 319            |
| 2019 | 4,9                      | 5,8%                    | 136                        | 9879          | –671           |
| 2020 | 4,1                      | 5,3%                    | 131                        | 7863          | –449           |
| 2021 | 3,9                      | 4,9%                    | 134                        | 8425          | 216            |
| 2022 | 3,3                      | 4,1%                    | 132                        | 10.597        | 222            |
| 2023 | 3,4                      | 4,1%                    | 134                        | 12.686        | 427            |
| 2024 | 3,3                      |                         |                            | 12.633        | −671           |

## Producten
Nissan verkoopt wereldwijd een grote verscheidenheid aan producten. Van sportwagens als de Nissan 350Z, waarvan het origineel in 1969 een ware hype ontketende in de Verenigde Staten tot aan lichte vrachtwagens zoals de Atleon. Daarnaast zijn ze specialist in vierwielaangedreven voertuigen. Ook kwamen ze met spectaculaire modellen op markt zoals 300ZX en de befaamde Nissan Skyline die hoog aangeslagen werd.
Speciaal voor de Amerikaanse markt is het merk Infiniti opgericht, waarvan de modellen sinds 2008 in Europa te verkrijgen zijn.
In november 2021 maakte het bedrijf de ambitie bekend om in 2030 meer dan de helft van het totale verkoopvolume uit elektrische auto's te laten bestaan. Tot die tijd is het plan 23 nieuwe modellen te introduceren, waarvan 12 volledig elektrisch aangedreven zijn. Deze vergroening vergt een totale investering van 15,6 miljard euro. Nissan heeft de ambitie om in 2050 volledig klimaatneutraal te zijn.

### Huidige modellen

#### Personenauto's
Verkrijgbaar in de Benelux:
- Nissan Micra
- Nissan Juke

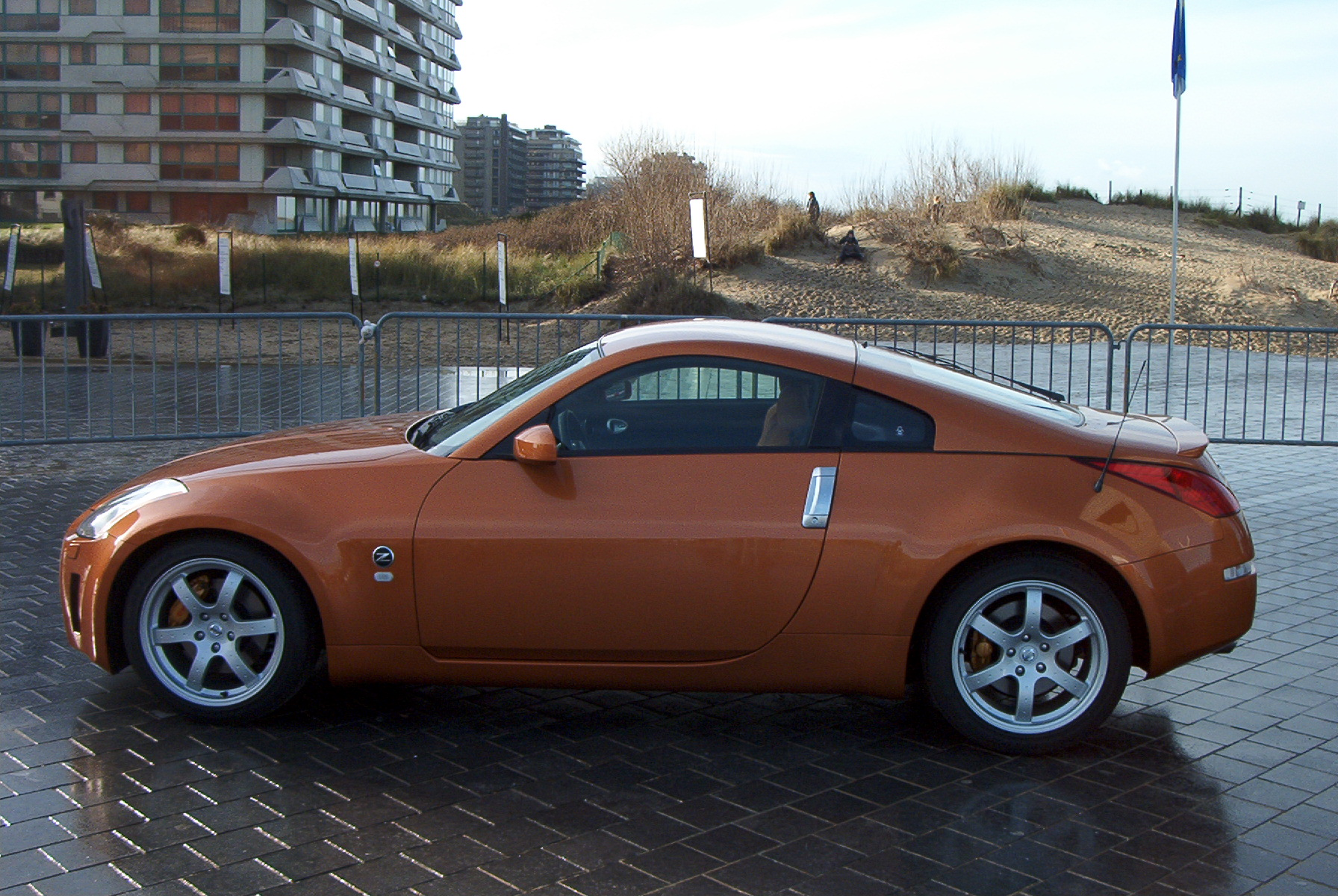
Nissan 350Z

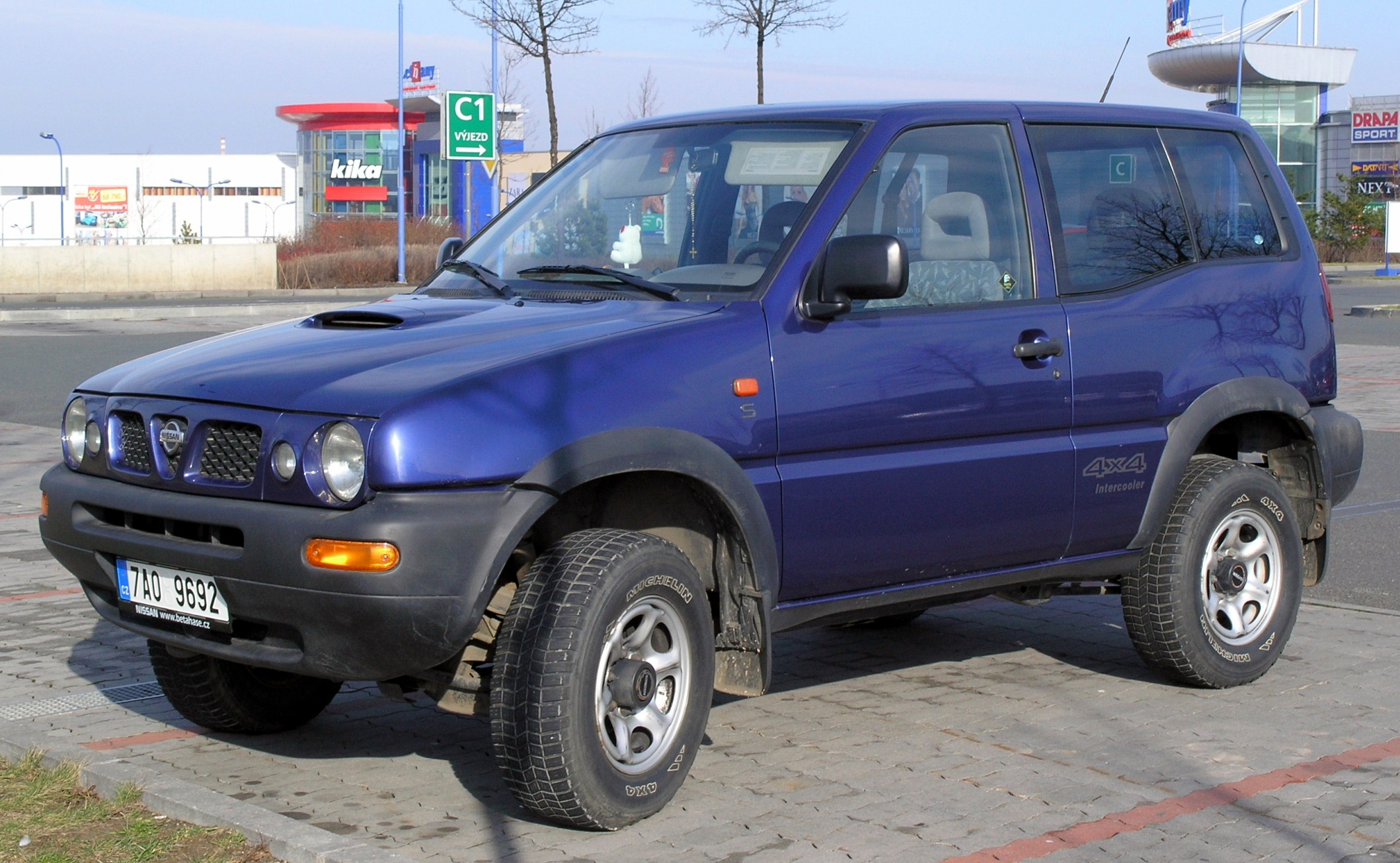
4×4 Nissan Terrano

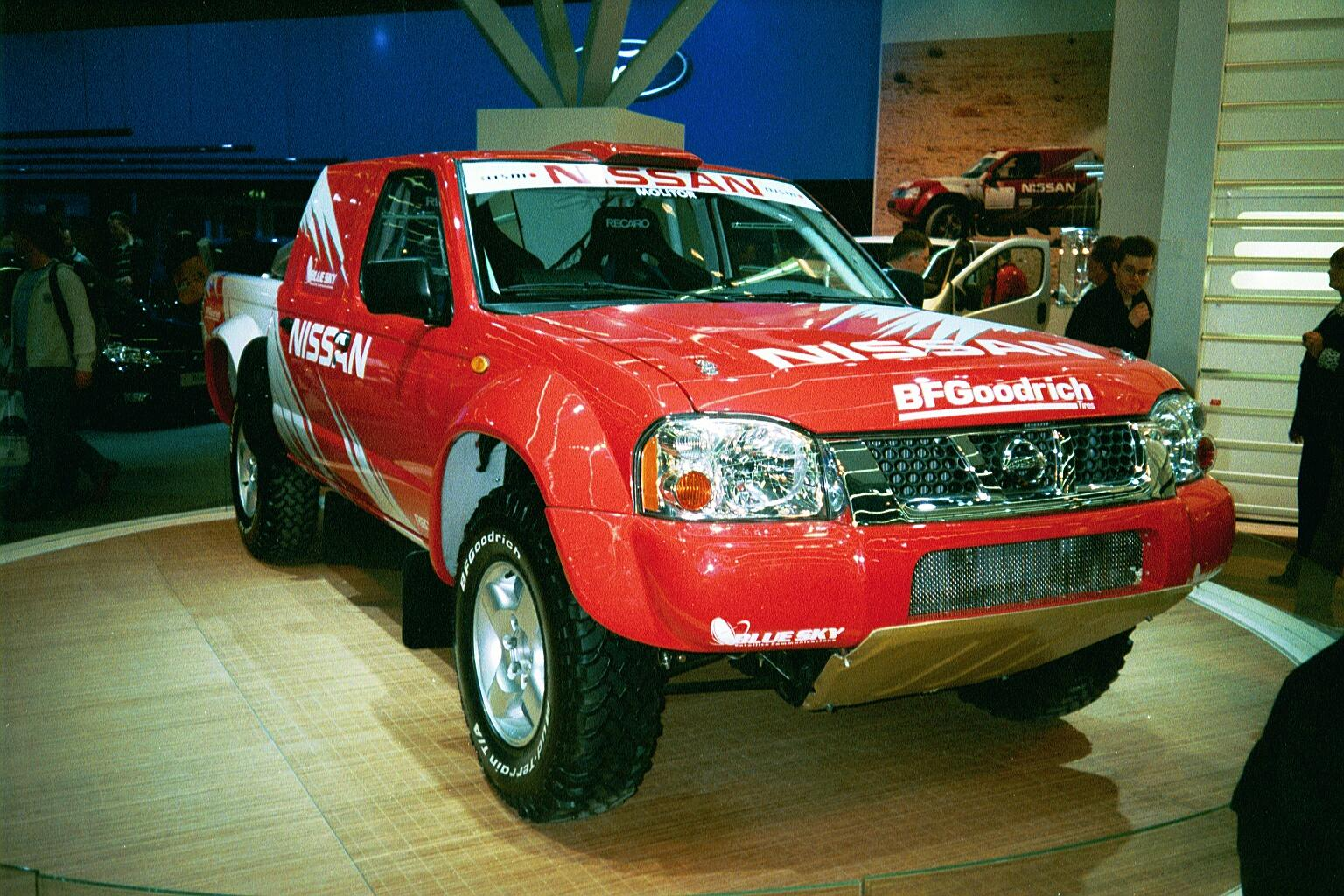
Ex-fabrieksauto van Nissan (Pick-Up)

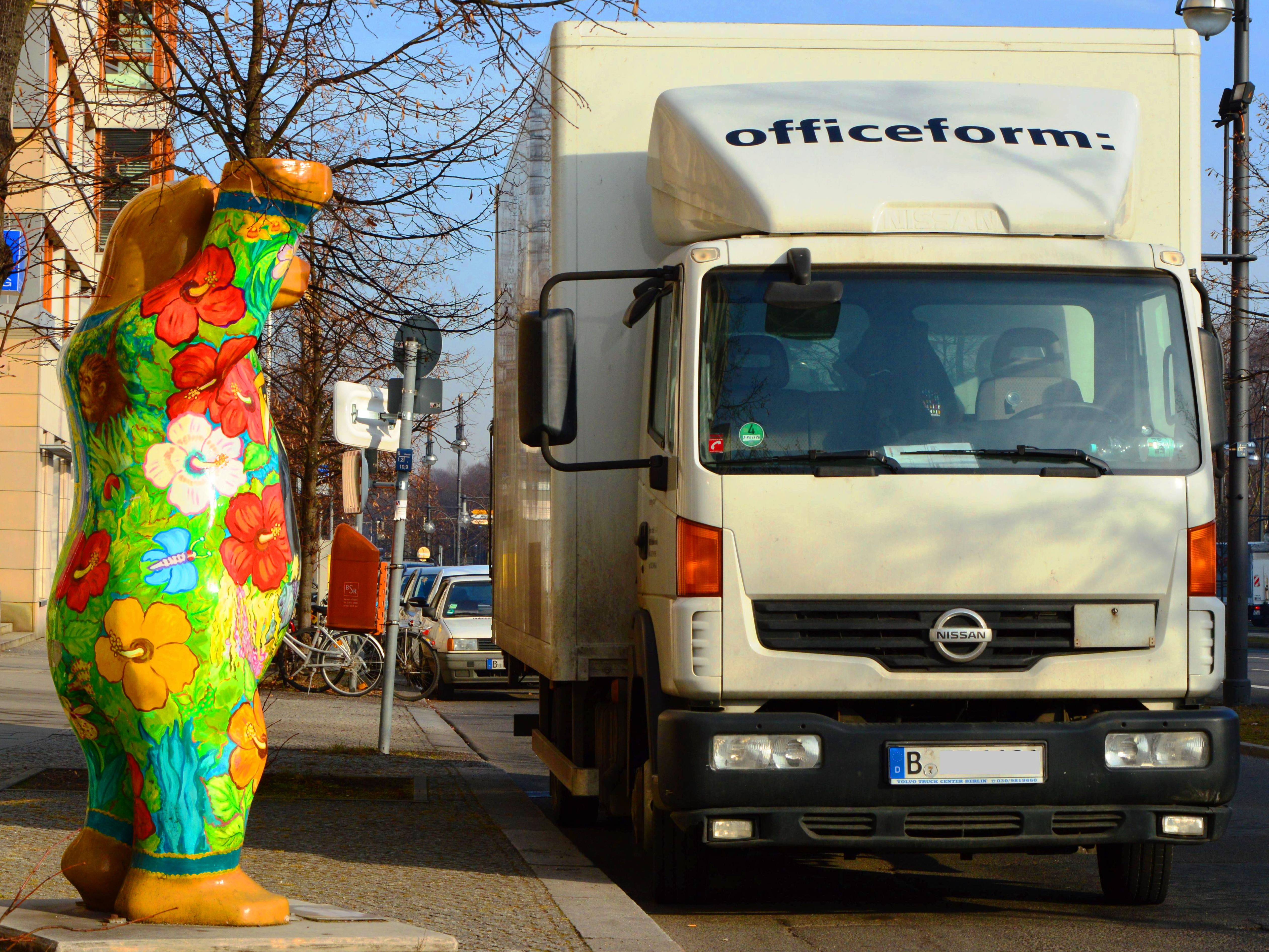
Nissan Atleon (links: Buddy Bear)

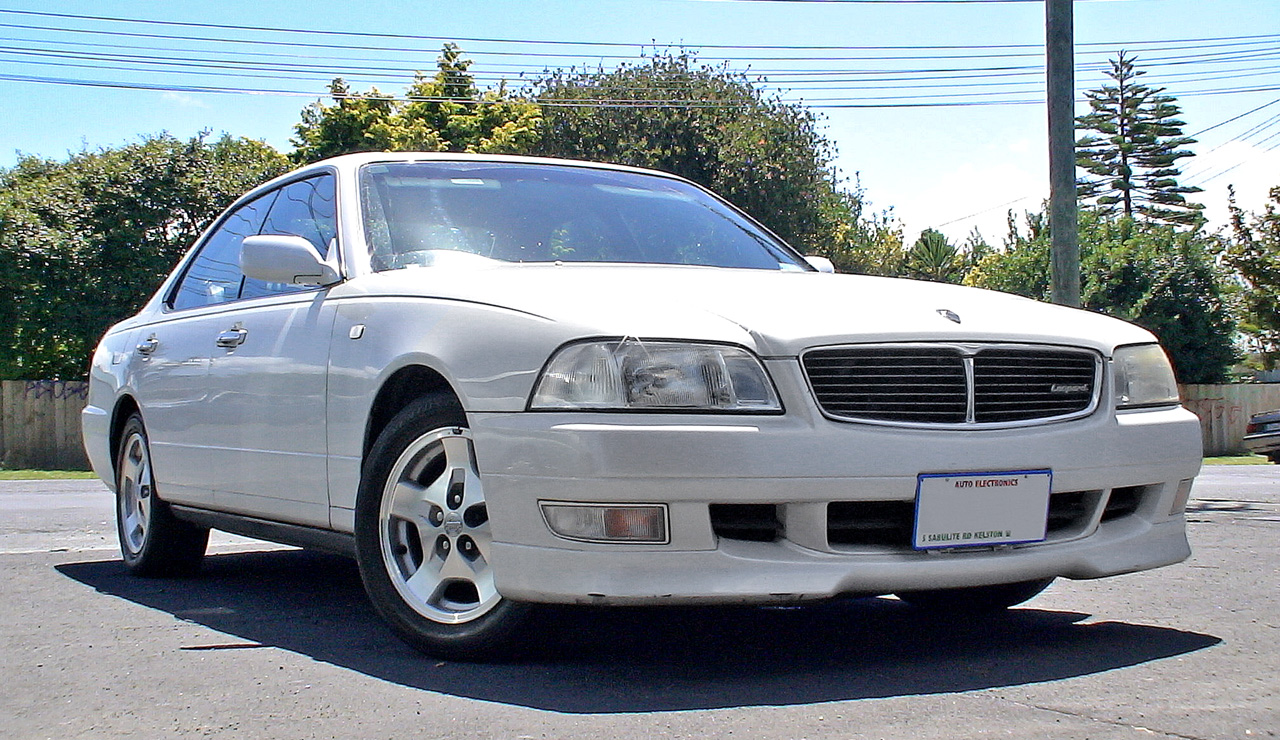
Nissan Leopard

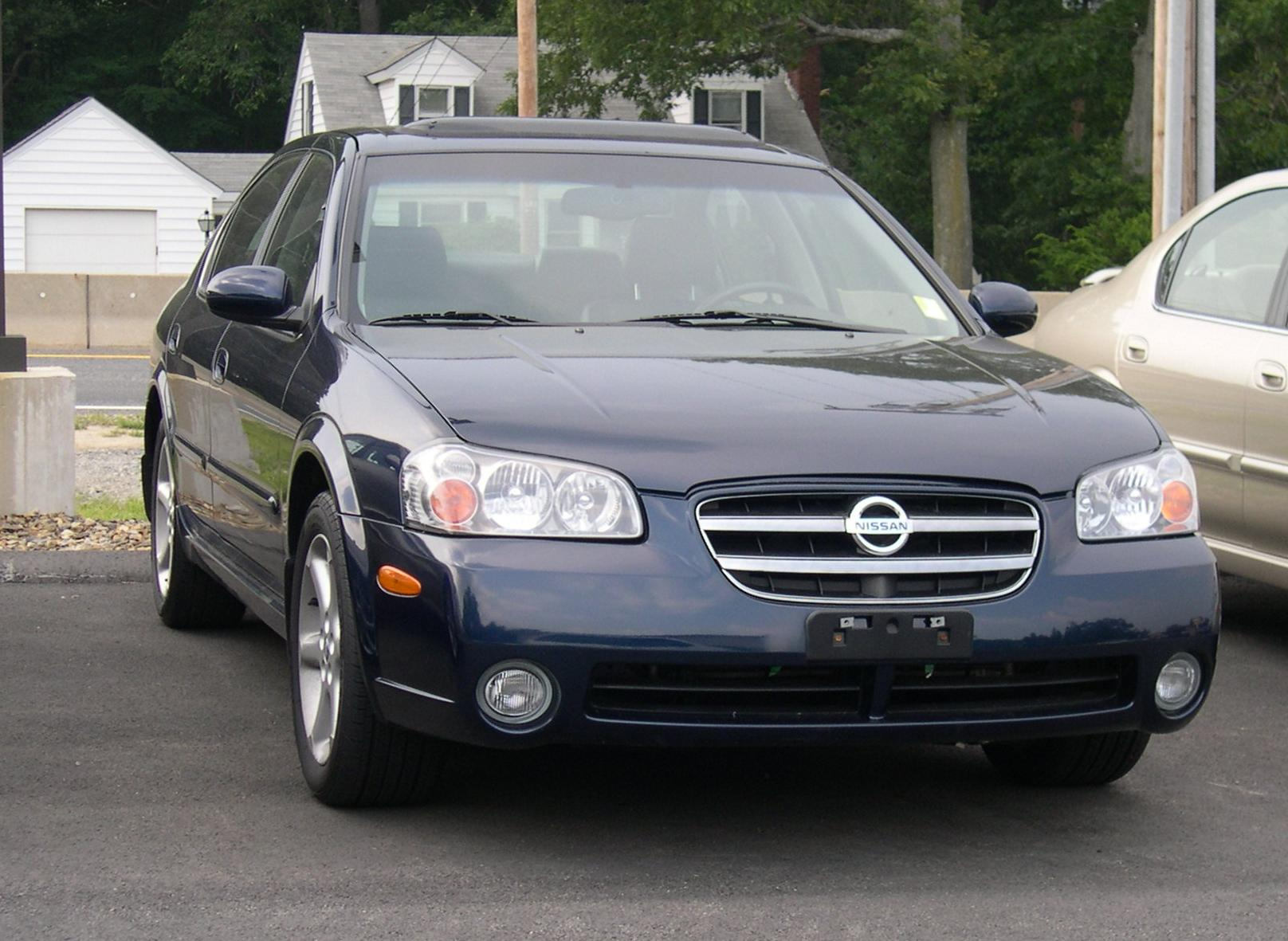
Nissan Maxima (Amerikaanse uitvoering)

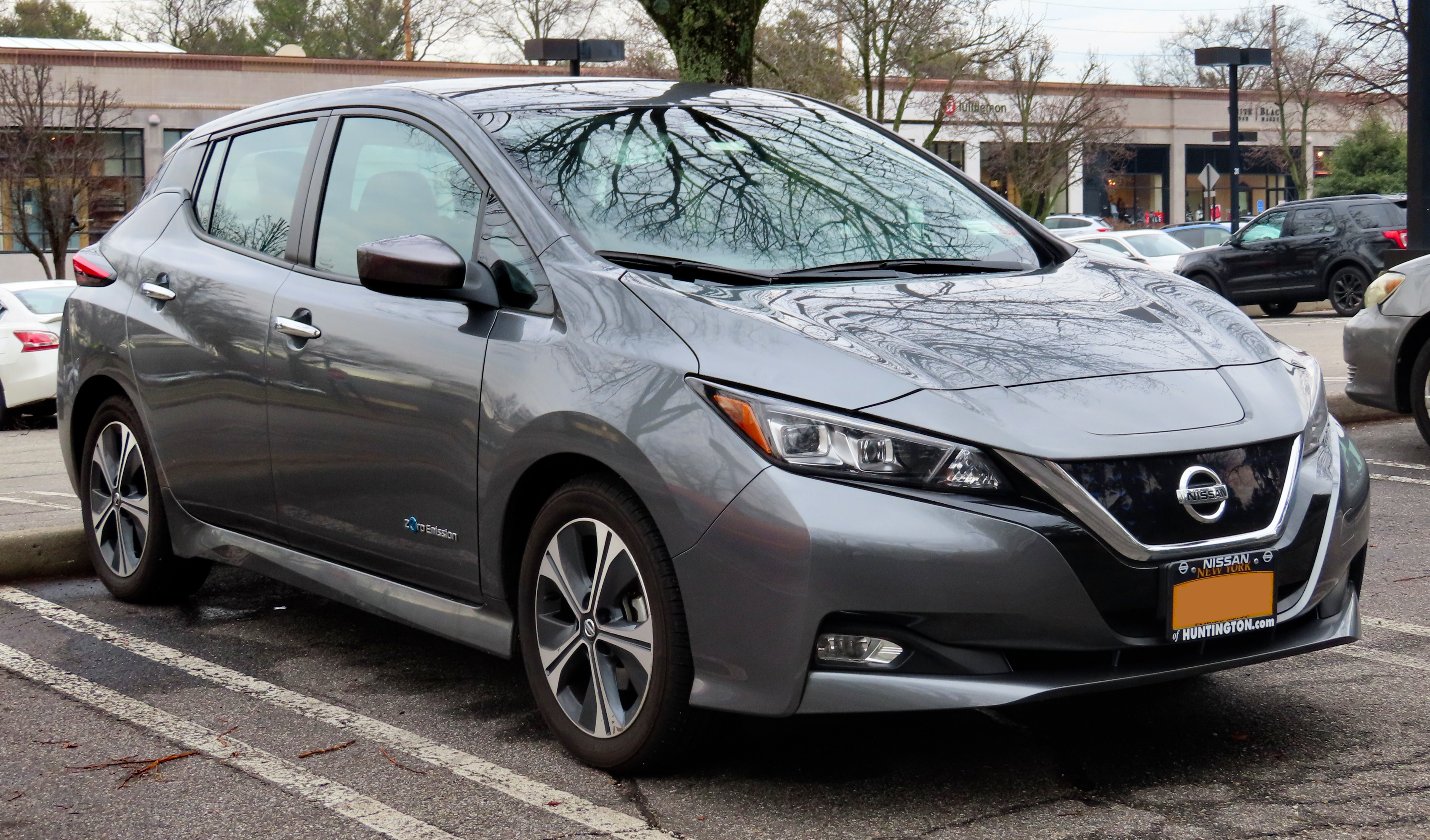
Nissan Leaf

- Nissan Leaf is een 100% elektrische auto met 24 kWh-accu en kwam op 1 december 2010 op de Nederlandse markt. Het 30 kWh-model volgde begin 2016, de tweede generatie, met accu's van 40 en 62 kWh, werd op de markt gebracht in 2018.
- Nissan Qashqai
- Nissan 370Z
- Nissan 370Z Roadster
- Nissan GT-R (2009)
- Nissan Navara (4×2 enkel King-Cab)

##### Terreinwagens
Verkrijgbaar in de Benelux:
- Nissan Juke - leverbaar met vierwielaandrijving
- Nissan Qashqai - leverbaar met vierwielaandrijving
- Nissan X-Trail
- Nissan Pathfinder
- Nissan Navara (4×4)

Alleen verkrijgbaar buiten de Benelux:
- Nissan ARMADA
- Nissan SKYLINE
- Nissan Murano
- Nissan Frontier
- Nissan Rogue
- Nissan 400Z
- Nissan Terra

##### Bedrijfswagens
Verkrijgbaar in de Benelux:
- Nissan NV200, en elektrische voertuigen: Nissan E-NV200
- Nissan Evalia, personenbus op basis van NV200
- Nissan NV300
- Nissan NV400
- Nissan Cabstar
- Nissan Atleon
- Nissan NT500

### Enkele modellen uit het verleden
- Nissan Micra C+C
- Nissan Cube
- Nissan Note
- Nissan Pixo
- Nissan Sunny
- Nissan Cherry
- Nissan Almera
- Nissan Almera Tino
- Nissan Stanza
- Nissan Bluebird
- Nissan Primera
- Nissan Laurel
- Nissan Maxima
- Nissan X-Trail I
- Nissan Terrano
- Nissan Frontier (4×4)
- Nissan Patrol
- Nissan Pick-Up
- Nissan Prairie
- Nissan Serena
- Nissan Kubistar
- Nissan S-Cargo
- Nissan Vanette
- Nissan Urvan
- Nissan Trade
- Nissan Interstar
- Nissan 100NX
- Nissan 200SX
- Nissan 280ZX
- Nissan 300ZX
- Nissan 350Z
- Nissan 350Z Roadster
- Nissan Silvia
- Nissan Skyline
- Nissan Qashqai+2
- Nissan Primastar
- Nissan Primastar Combi

#### De geschiedenis van de "Z"
Nissan heeft een complete lijn aan relatief betaalbare sportwagens, herkenbaar door de Z in de typeaanduiding. Ook wel: The "Z Cars" genoemd als een speelse referentie naar een toenmalig populaire politieserie: Z-Cars. De "Z-serie" werd bedacht door de Japanner Yutaka Katayama.

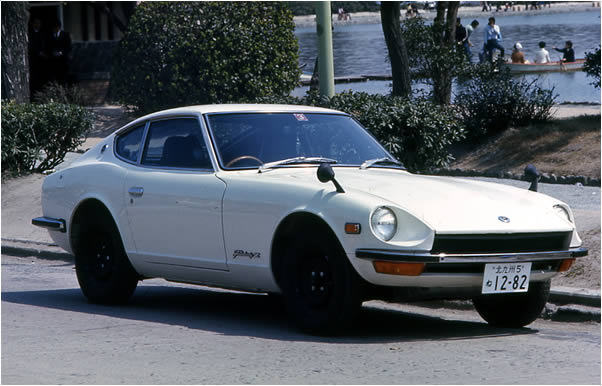
1970 240 Z Fairlady

Alle Z's hebben achterwielaandrijving en een zescilinder lijnmotor.
- 1970: De 240Z met 2,0 liter 150 pk zescilindermotor wordt in de Verenigde Staten geïntroduceerd, met als toegevoegde typenaam Fairlady, wint het Sports Car Club of America production championship en eindigt als 7e in de RAC International Rally.

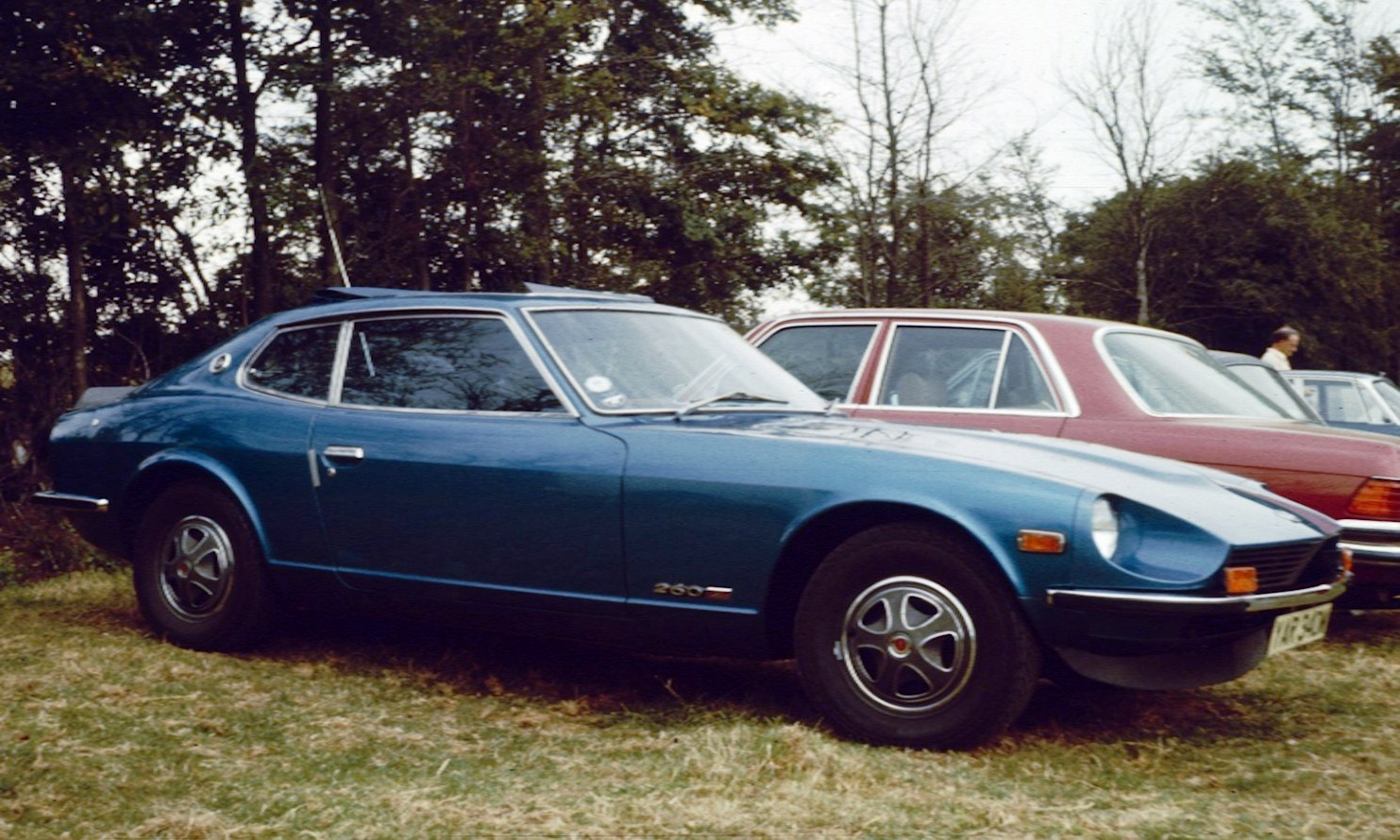
1972 260 Z

- 1971: De 2,6 liter 162 pk lange wielbasis 2+2 260Z verschijnt en de 240Z wint de overall-klassements- en teamtrofeeën in 's werelds zwaarste duurproef, de East African Safari Rally.
- 1972: Monte Carlo Rally, derde in de algemene rangschikking
- 1973: Nissan overheerst de Safari Rally opnieuw

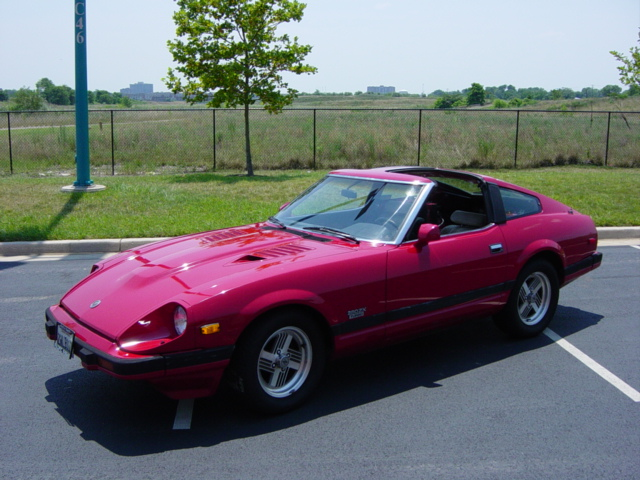
1978 280 Z T roof

- 1978: De tweede generatie 280Z wordt in Europa geïntroduceerd als tweezitter, 2+2 en Targa (met verwijderbare dakpanelen). Hij wint negen races in de US International Motor Sports Association GT series.
- 1983: De nieuwe 300ZX is uitgerust met de dohc V6-motor in 170 pk- en 228 pk-turbo-uitvoering en is leverbaar in drie carrosseriestijlen. Hij domineert de IMSA-duurrace en wint de GT1 class SCCA series gedurende twee seizoenen met acteur Paul Newman achter het stuur.
- 1989: De vierde generatie 300ZX verschijnt met een design waarin de 'Z' toch goed herkenbaar blijft.

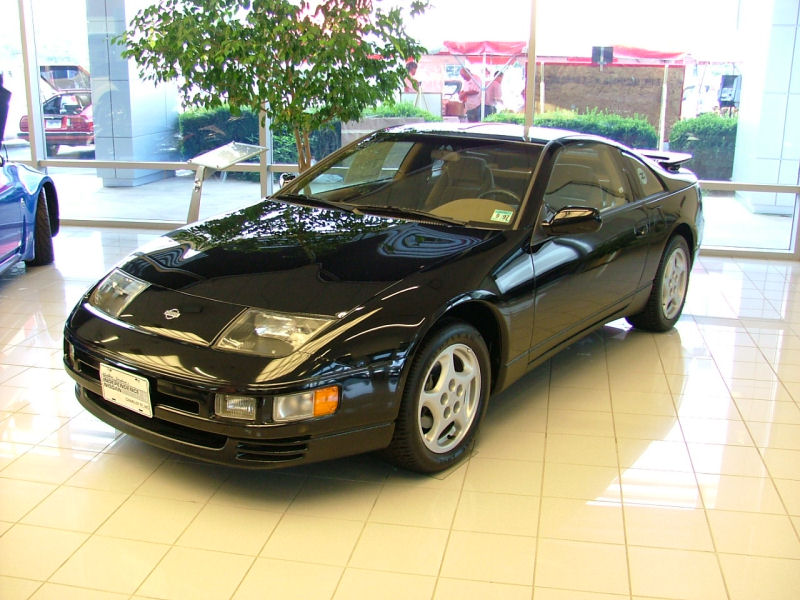
4e generatie ZX

- 1990: De nieuwe 300ZX wordt in Europa geïntroduceerd en is alleen verkrijgbaar als coupé 2+2 met een turbomotor van 300 pk. In Japan wordt ook een tweezitter cabriolet verkocht.
- 1991: Het succes in de IMSA-series in zijn introductiejaar wordt herhaald
- 1992: De V6 twin-turbo 300ZX wint de derde IMSA-series op rij.
- 1994: De 24 uur van Le Mans wint de 300ZX de IMSA GTS-klasse en eindigt als vijfde in het algemeen klassement.
- 2002: De vijfde en huidige generatie 350Z met een grotere 280pk-motor, die voor optimaal weggedrag in het midden is geplaatst, wordt in de Verenigde Staten en Japan geïntroduceerd.
- 2003: Europa ontvangt de nieuwste versie, terwijl de auto zowel tijdens zijn debuut in de Japan Grand Touring Car Championship GT300-klasse als in de Super Endurance series wint.
- 2004: De nieuwe 350Z roadster wordt in Europa gepresenteerd terwijl de racers de team- en coureurskampioenschappen en de super endurance section in Japan winnen.
- 2005: De 350Z 35th anniversary edition ziet het levenslicht met een 300 pk-motor en getuned chassis, lichtmetalen velgen en bijzondere kleuren.
- 2006: Een rallyversie van de 350Z debuteert in de GT-P klasse in de Ardenne Bleu Rally. De wagen wordt bestuurd door Chris Van Woensel.

### Motorfietsen
- Nissan Motor Co. Ltd., Yokohama produceerde van 1951 tot 1956 een serie motorfietsen met 60 cc kopklepmotoren.

## Automerken uit de Nissan Group
- Infiniti
- Nismo (tuning)
- Zhengzhou-Nissan
- Datsun (voornamelijk in Suriname, India, Rusland, etc.)

## Tuningbedrijven
Volgende bedrijven tunen Nissan-wagens:
- Nismo (Nissan Motorsport) (Japan; huistuner)
- Autech (Officiële tuner die verkoopt via Nissan dealers)
- Elia (Duitsland)
- Giacuzzo (Duitsland)
- Lamino Servis (Tsjechië)

Onder meer het bedrijf IAC (Verenigde Staten) bouwt Nissans om tot pantserwagens.